# Monica Migliori
Monica Migliori (Pistoia, 23 agosto 1968) è una doppiatrice italiana.

## Carriera
Ha iniziato la sua formazione di attrice teatrale nel 1986 con il GAD Gruppo Arte Drammatica di Pistoia intitolato a Fabrizio Rafanelli, proseguendo con il Laboratorio Nove del Teatro della Limonaia di Sesto Fiorentino, con Franco di Francescantonio, Beppe Ghiglioni e Roberto Andrioli.
Contemporaneamente ha affiancato i suoi studi teatrali con studi di danza classica, moderna, jazz, contemporanea e balli di sala e stages di flamenco, danza del ventre, balli latino-americani.
Ha preso parte a decine di spettacoli in vari contesti e teatri toscani, con spettacoli teatrali classici e contemporanei, anche testi originali. Cabarettista e presentatrice in vari spettacoli di piazza e televisivi regionali toscani. Speaker radiofonica per molti anni a Emmeradio, radio regionale toscana, ai tempi delle radio libere.

## Doppiaggio

### Cinema
- Mindy Kaling in Amici, amanti e..., 40 anni vergine
- Lola Peploe in The Queen - La regina
- Lori Beth Sikes in Devil's knot - Fino a prova contraria
- Jimena Hoyos Seigner in Il diavolo veste Prada
- Kristen Wiig in Notte folle a Manhattan
- Karina Arroyave in Crash - Contatto fisico
- Nathalie Buscombe in Red 2
- Rebecca Spence in Nemico pubblico - Public Enemies
- Jennifer Leung in StreetDance 3D
- Anna Khaja in Yes Man
- Pepa Pedroche in Il labirinto del fauno
- Heidi Sulzman in Ore 15:17 - Attacco al treno
- Kamilla Bjorlin in Appuntamento con l'amore
- Gabrielle Lazure e Jennifer Lee Crowl in La frode
- Jennifer C. Johnson in Terrifier 3

### Film d'animazione
- Belladonna in Winx Club - Il segreto del regno perduto, Winx Club 3D - Magica avventura
- Lucy la puzzola in Boog & Elliot - A caccia di amici, Boog & Elliot 2, Boog & Elliot 3
- Miriam in L'arca di Noè
- Madre di Megamind in Megamind
- Vanessa Fisk in Spider-Man - Un nuovo universo

### Televisione
- Laura Barba in La promessa (soap opera)
- Alet Taylor in Chicago Med
- Ali Ahn in Dion (serie televisiva)
- Duygu Serin in Segreti di famiglia (serial televisivo)
- Katja Herbers in Süskind - Le ali dell'innocenza
- Gerti Drassi in Il miracolo della Carinzia
- Jeanene Fox in 6 passi nel giallo - Sotto protezione
- Marisa Ruiz in Velvet
- Brittany Ishibashi in Runaways
- Lauren Pritchard in Gamers Mania, Stuck in the middle, Harley in mezzo
- Yunjin Kim in Lost
- Ashley Fink in Glee
- Polly Walker in State of Play
- Erica Cerra in The 100
- Paula Boudreau in Degrassi: The Next Generation
- Hira Ambrosino in Una donna alla Casa Bianca
- Tammy Townsend in The Client List - Clienti speciali
- Tyla Abercrumbie in The Chi
- Friederike Gnadig e Julia Thurnau in Omicidi nell'alta società
- Computer navicella in Lazy Town
- Madre di Jacopo in Terra ribelle
- Paula Sartor in Terra ribelle 2
- Sita in Anna e i cinque 2
- Ebru Aytemur in Terra amara
- Sarayu Blue in The Shrink Next Door
- Yang Mal-bok in Squid Game

### Serie animate
- Brandine e Maude Flanders in I Simpson (ep.17.14)
- Ranceford in Gatto contraffatto
- Emma in Nano Invaders
- Elisabeth in Le straordinarie avventure di Jules Verne
- Dottoressa Ashley Kafka in The Spectacular Spider-Man
- Sky Young in Arcane
- Lotte Janssen in Big Mouth

### Videogiochi
- Grace Larson e voce narrante in Tom Clancy's The Division 2 (2019)[1]
- Annunciatrice NCPD in Cyberpunk 2077 (2020)[2]
- Capo Asgail, Lidka e Mavika in Diablo IV (2023)[3]
- Altre voci in Watch Dogs 2[4]